# Gilles Caron
Gilles Caron (* 8. Juli 1939 in Neuilly-sur-Seine; † 5. April 1970 in Kambodscha) war ein französischer Fotograf und Fotojournalist.

## Leben
Sein Vater war ein französischer Manager einer Versicherung, seine Mutter war Schottin. Caron wuchs in Argentière auf und studierte Journalismus in Paris. Während seines Militärdienstes ab 1959 in Algerien weigerte er sich 1961, gegen die putschierenden Generäle zu kämpfen und wurde für zwei Monate inhaftiert. 1962 heiratete er, im folgenden Jahr wurde seine Tochter geboren, die zweite Tochter 1967. 1964 arbeitete er für den Modefotografen Patrice Molinard. Ab 1956 war er bei der Agence Parisienne d'Informations Sociales beschäftigt und machte sich einen Namen als Fotograf. 1967 gründete er mit Raymond Depardon, Hubert Henrotte, Jean Monteux, und Hugues Vassal die Agentur Gamma. Er berichtete als Fotoreporter aus Israel über den Sechstagekrieg, 1967 über die Schlacht bei Dak To in Vietnam, 1968 aus Biafra sowie über die französischen Studentenunruhen und aus Mexiko über das Massaker von Tlatelolco. Im Jahre 1969 dokumentierte er den Nordirlandkonflikt in den von Unruhen erschütterten Städten Belfast und Londonderry. Zu seinen bekannten Fotos vom Mai 1968 in Paris gehört ein Schwarz-Weiß-Bild, das Daniel Cohn-Bendit im Blickkontakt mit einem Angehörigen der Compagnies Républicaines de Sécurité vor der Sorbonne zeigt.
1969 widmete er sich der Berichterstattung über den Nordirlandkonflikt und den Jahrestag der Beendigung des Prager Frühlings.
Im April 1970 hielt er sich in Kambodscha auf, als König Norodom Sihanouk entmachtet wurde. Caron verschwand am 5. April mit zwei französischen Kollegen, Guy Hannoteaux und Michel Visot, auf der Straße zwischen Phnom Penh und Saigon, die von den Roten Khmer kontrolliert wurde.

## Nachwirkung
Zur Erinnerung an Gilles Caron und sein Wirken wurde die Fondation Gilles Caron mit Sitz in Genf gegründet. Präsidentin der Stiftung ist Marianne Caron, seine Witwe. Seine Werke wurden seit seinem Tod in einer Vielzahl von Ausstellungen gezeigt.

### Ausstellungen (Auswahl)
- 1978: Gilles Caron reportages, Petite Galerie de la Bibliothèque nationale de France, Paris
- 1990: Hommage à Gilles Caron, Musée de l’Elysée, Lausanne, Schweiz
- 1994: Gilles Caron 1969, Rencontres d’Arles, Arles
- 1998: Gilles Caron, mai 68, Galleria Carla Sozzani, Mailand, Italien
- 2006: Chant-Contrechant: Gilles Caron-Don McCullin 1967-1970, Rencontres d'Arles, Arles
- 2013: Gilles Caron, le conflit interieur, Musée de l’Elysée, Lausanne, Schweiz